# Pendón

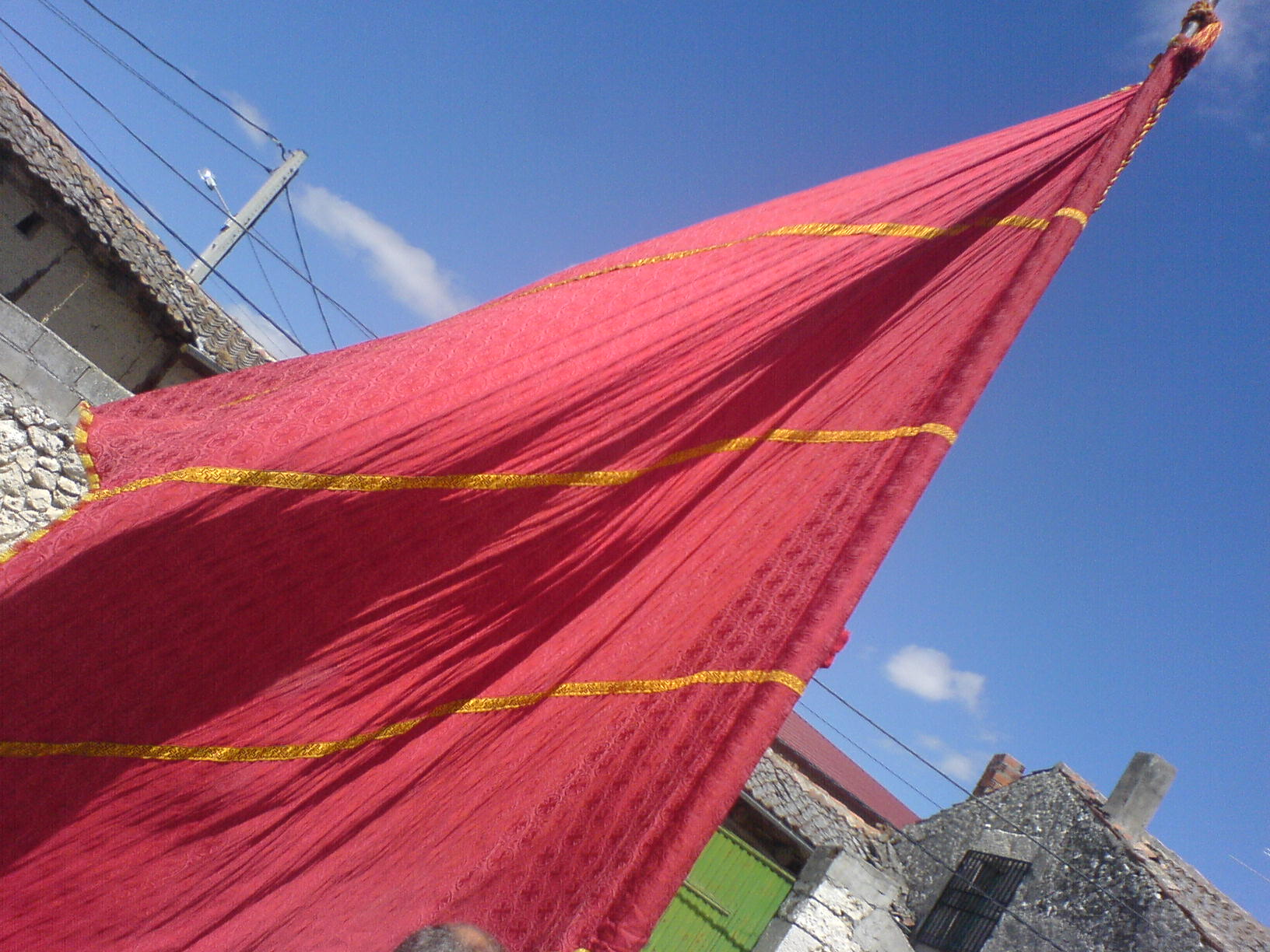
Pendón carmesí en Dehesa de Cuéllar.

Pendón (del latín pendere, estar colgado) es un tipo de bandera utilizada como distintivo, señal o insignia desde la Edad Media.

## Formas
Su forma más habitual era corneta (cuadrada y farpada, tradicional enseña de los concejos y las órdenes militares) o redondeada.

## Historia
En un principio eran un símbolo personal, los utilizaban los caballeros en sus lanzas para indicar su presencia, entre los siglos X al XIII. En el Cantar de mío Cid se encuentran referencias como Mío Cid Ruy Díaz por Burgos entróve, van en su compañía sesenta pendones; lo que indicaría que le acompañan 60 caballeros con sus escuderos, ó Trescientas lanzas son, todas llevan pendón.
En la Edad Media, las banderas tenían sobre todo un uso bélico, identificaban a una unidad militar dentro y fuera del campo de batalla, era la insignia de quien podía levantar hueste: los señores, las ciudades y villas, las órdenes militares, los reyes. El pendón real era el más importante, acompañaba al rey portado por su alférez, y solía reflejar las armas reales, bien en diseño heráldico (ocupando las armas todo el paño) o colocadas en el centro. Inicialmente, el pendón real solo podía ser utilizado por el rey. En la Edad Moderna, mantener tropas se convierte en monopolio de los monarcas absolutos y diversas unidades militares adoptan banderas que también reproducen las armas reales. Por este camino, el diseño de diversas banderas nacionales modernas proviene de antiguos pendones reales.
Con la evolución de villas y ciudades en la Baja Edad Media en León y en Castilla se empezaron a conceder pendones, por el rey, para uso exclusivo de estos municipios, denominados pendones concejiles, cuyo color más usual era el rojo carmesí, y que debían de ser portados por un caballero designado expresamente para ello. Fueron, desde entonces, el orgullo y símbolo de un lugar. Cuando en la batalla se perdía el pendón, o caía en manos del enemigo, se procuraba recuperarlo a toda costa. Muchas de las fiestas populares de España tienen como origen la obtención de un pendón perdido en batalla. Muchos de ellos se ostentan hoy en día con orgullo en las fiestas populares. Esta costumbre hunde sus raíces a fines del siglo XIV, cuando en todos los municipios realengos de la Corona de Castilla comienza a celebrarse el nombramiento de un nuevo monarca mediante el “alzamiento del pendón” real y/o el del concejo. Es la ceremonia denominada "proclamación", en la que los ciudadanos principales organizaban un besamanos y alzaban los pendones mientras gritaban "Castilla, Castilla, Castilla por el rey ...". En León se variaba esa fórmula: se gritaba "León, León, León y todo su reino por el rey...".  En Navarra, a partir de la conquista de 1512, se adopta la ceremonia y se utiliza la expresión “Navarra, Navarra, Navarra por el Señor D… de este Reino que Dios guarde”. El pendón real que se alzaba en las ciudades durante las proclamaciones, contenía el escudo real bordado en el centro de una rica tela de damasco de color púrpura o carmesí. En algunos lugares además o en lugar del pendón real podía alzarse el propio de la ciudad, muy habitualmente poniendo el escudo municipal en el centro de una tela carmesí o púrpura, a veces el escudo municipal se disponía en el anverso y las armas reales en el reverso. Es por ello que, con tiempo, muchas banderas provinciales y municipales hayan acabado siendo rojas o moradas.
En un principio, el pendón era un ejemplar único y distinto, utilizado exclusivamente por la persona o institución que era su titular. Si desaparecía o se deterioraba era reemplazado por otro que no necesariamente había de ser idéntico en color o diseño, bastaba con que incluyera los emblemas que identifican al titular. Iba unido a un asta para ser portado en comitiva, formación o desfile. Muy raramente se colocaba en un edificio (algo que solo se generaliza con las banderas en el siglo XIX).

## Simpecado
Se llama pendón a la divisa o insignia que tienen las cofradías para guiar las procesiones. Estos pendones, también denominados simpecados en algunos casos, suelen colgar de un asta horizontal que a su vez cuelga del mástil vertical, como los confalones. El paño suele estar rematado en dos puntas con sus borlas.

## Pendones famosos
- Pendones de León.
- Pendón de la Conquista (Valencia). Una reproducción fiel de la señera real de Jaime I.
- Pendón de la Divisa del rey. En los siglos finales de la Baja Edad Media mostraba la divisa o emblema personal de los monarcas castellanos.
- Pendón de Baeza. Realizado en el siglo XIV, una tradición hagiográfica legendaria lo remontaba al rey Alfonso VII el Emperador para dar gracias a San Isidoro por ayudarle en la toma de Baeza (25 de julio de 1147), si bien esta batalla históricamente ni siquiera tuvo lugar, pues la plaza pactó su rendición en unas capitulaciones.[8]
- Pendón de San Fernando
- Pendón de Orihuela.
- Pendón verde

## Variantes
- Pendón y caldera. Privilegio que otorgaban los reyes a los ricoshombres de Castilla cuando venían en su socorro a la guerra con su gente. Consistía en ostentar precediéndoles como su divisa su pendón o estandarte en señal de que podían levantar o armar gente, y la caldera, que era el emblema de que la mantenían a su costa.[9]
- Pendón posadero. Antiguamente, era la seña que se ponía en la puerta de las posadas o mesones para manifestar que en ellos se admitían pasajeros.
- Aposentador o posentador. Según el Mobiliario vero (Sevilla, 1485) Es ancho contra el asta e agudo contra el cabo: esta seña llevan los mariscales del rey quando van á aposentar los reales: asimismo tal seña pueden traer las órdenes é los maestros de cavallería, asimismo los que ouiesen cien cavalleros e dende ayuso fasta cinquenta...
- Traído a corzas. Parece que se habla de un pendón ligero para llevarlo cuando se corría, según Sánchez. Acaso debe leerse cordas, porque iría asegurado con cuerdas. Dimas Hinard entiende á corzas, por á crozas, esto es, con asta, a manera de báculo porque se trataba del pendón de un obispo.
- Pendón de la Divisa del rey. Pendón real, privativo de los monarcas, y que tremolaba el alférez mayor del pendón de la Divisa del rey.[10]